# Elatostema microprocris
Elatostema microprocris là loài thực vật có hoa trong họ Tầm ma. Loài này được Hallier f. ex H.Schroet. mô tả khoa học đầu tiên năm 1936.